# Extremt låg frekvens
Extremt låg frekvens (ELF; engelska: Extremely low frequency) är ITU-beteckningen för radiofrekvenser (RF) i intervallet 3 till 30 Hz, med motsvarande våglängder från 100 000 till 10 000 km. Inom atmosfärvetenskap ges vanligtvis en alternativ definition, från 3 Hz till 3 kHz. Inom relaterad magnetosfärisk vetenskap anses de lågfrekventa elektromagnetiska oscillationerna (pulsationer som uppträder under 3 Hz) ligga i ULF-bandet, som sålunda definieras annorlunda än ITU-radiobanden.